# 根本純
根本 純（ねもと じゅん、1951年 - ）は、日本のラリードライバー、自動車評論家、ドライビングインストラクター、環境探検家。神奈川県藤沢市鵠沼生まれ、東京都文京区在住。元文京区区議会議員、元衆参議院政策秘書。
第3回パリ・ダカールラリーに日本人として初出場し、13回完走6回。テレビ取材など、世界55カ国を 体感、実感、共感。大地に寝泊り、人と自然に接してきたなかで砂漠化、温暖化、飢餓など地球規模の環境悪化を体感した実践派。
19歳からラリーに参加し、大自然と対峙し己とパートナー、そしてクルマとの三位一体を求めるラリー競技の魅力にはまり代表の「Five & Quarter Rally Club」53年目。24歳でアラスカから南米まで縦断のテレビ取材を契機にプロドライバーとなり5大陸を走破。1981年に日本人として初挑戦した、世界一過酷なパリ～ダカールラリーに参戦以来、自動車のレポーターやインストラクター、各種コンサルタント。近年は40年のJAFラリー等開催の実績から
《THE銀座RUN》Ethical∞MeetingなどHISTORYcarのイベントを主宰している。
令和3年9月8日 BS朝日:「昭和のクルマといつまでも」出演。